# Santuario Hirano

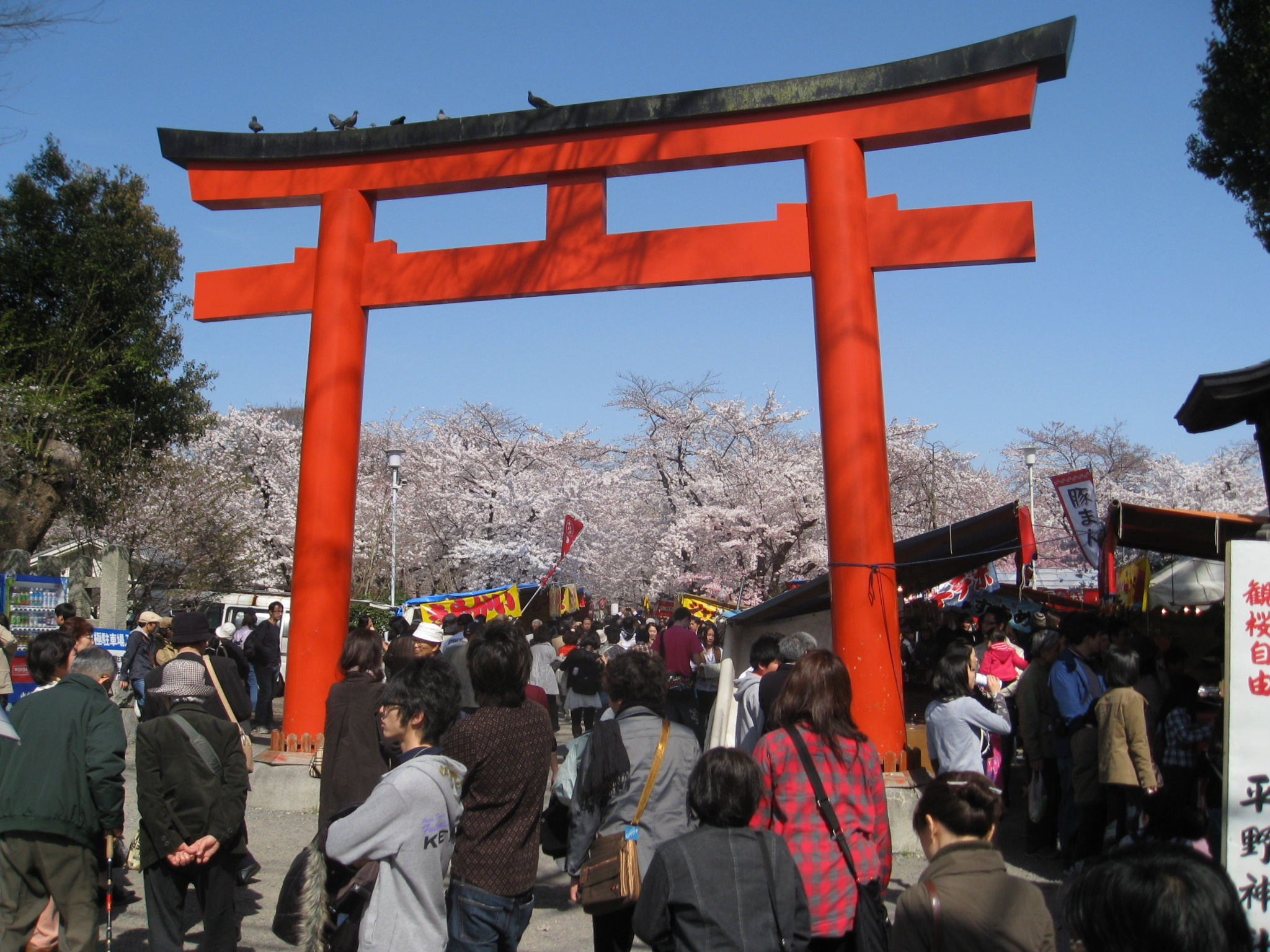
Puerta torii en el santuario de Hirano.

El santuario de Hirano (平野神社 Hirano-jinja?) es un santuario sintoísta en la ciudad de Kyoto. Este santuario es conocido y popular por sus jardines y muchos árboles, especialmente flores de cerezo (Sakura).

## Historia
El santuario fue establecido en el año 794 por el Emperador Kammu cuando la capital fue trasladada a Heian-kyo de Nagaoka-kyo. Desde los primeros años, el santuario ha sido visitado con frecuencia por miembros de la familia imperial. En siglos anteriores, el santuario también disfrutó de una relación especial con Genji y Heike.
El santuario se convirtió en el objeto de patrocinio imperial a principios del período Heian. En 965, el Emperador Murakami ordenó que mensajeros imperiales fueroan enviados a reportar los eventos importantes en al kami guardián de Japón. Estos heihaku se presentaron inicialmente a 16 santuarios incluyendo el Santuario Hirano.
El santuario ha sido el escenario de un festival de flores de cerezos anualmente desde 985. La larga historia de los festivales en el santuario comenzó durante el reinado del Emperador Kazan, y se ha convertido en el festival más antiguo celebrado regularmente en Kioto. Cada año, el festival comienza por la mañana con una ceremonia en el mausoleo del exemperador Kazan. Por la tarde, una procesión se desplaza desde el santuario a la zona vecina.
Los actuales edificios del santuario fueron construidos en el siglo XVII, incluyendo
- Imaki-no-kami (今木神)
- Kudo-no-kami (久度神)
- Furuaki-no-kami (古開神)
- Hime-no-kami (比売神)

Desde 1871 a 1946, el santuario Hirano fue designado oficialmente una de los Kanpei-taisha (官幣大社?), lo que significa que se situó en el primer rango de importancia del gobierno en apoyo a santuarios.